# キングストン (ジャマイカ)
キングストン（Kingston）は、カリブ海の島国ジャマイカの首都。ジャマイカ島の南東部の湾に位置しており、キングストンの背後にはブルーマウンテン・コーヒーで有名なブルーマウンテン山脈が聳え立っている。郊外を合わせると人口が約100万人のジャマイカ最大の都市で、ビジネス関連のホテルやビルが立ち並ぶ。
レゲエの故郷としても知られており、キングストンの貧しいスラム街であるトレンチタウンでレゲエ音楽は生まれた。
1976年1月には、キングストンで開催されたIMF暫定委員会で国際通貨であるアメリカドルの変動相場制が承認された。
キングストンはニュー・キングストン（New Kingston）とダウンタウン（Down Town）の2つの地区に分かれている。
キングストンの治安はかなり悪く、首都圏の人口当たり殺人事件発生率は日本の平均の90倍に達するとして外務省は注意を呼びかけている。

## 気候
ケッペンの気候区分ではサバナ気候（Aw）に属する。
| キングストン（St. George's College）の気候 | キングストン（St. George's College）の気候 | キングストン（St. George's College）の気候 | キングストン（St. George's College）の気候 | キングストン（St. George's College）の気候 | キングストン（St. George's College）の気候 | キングストン（St. George's College）の気候 | キングストン（St. George's College）の気候 | キングストン（St. George's College）の気候 | キングストン（St. George's College）の気候 | キングストン（St. George's College）の気候 | キングストン（St. George's College）の気候 | キングストン（St. George's College）の気候 | キングストン（St. George's College）の気候 |
| 月                                         | 1月                                        | 2月                                        | 3月                                        | 4月                                        | 5月                                        | 6月                                        | 7月                                        | 8月                                        | 9月                                        | 10月                                       | 11月                                       | 12月                                       | 年                                         |
| ------------------------------------------ | ------------------------------------------ | ------------------------------------------ | ------------------------------------------ | ------------------------------------------ | ------------------------------------------ | ------------------------------------------ | ------------------------------------------ | ------------------------------------------ | ------------------------------------------ | ------------------------------------------ | ------------------------------------------ | ------------------------------------------ | ------------------------------------------ |
| 平均最高気温 °C （°F）                     | 30.3 (86.5)                                | 30.2 (86.4)                                | 30.7 (87.3)                                | 31.1 (88)                                  | 31.6 (88.9)                                | 32.1 (89.8)                                | 32.8 (91)                                  | 32.7 (90.9)                                | 32.1 (89.8)                                | 31.7 (89.1)                                | 31.2 (88.2)                                | 30.6 (87.1)                                | 31.4 (88.5)                                |
| 平均最低気温 °C （°F）                     | 21.1 (70)                                  | 21.0 (69.8)                                | 21.6 (70.9)                                | 22.6 (72.7)                                | 23.6 (74.5)                                | 24.2 (75.6)                                | 24.3 (75.7)                                | 24.2 (75.6)                                | 24.0 (75.2)                                | 23.4 (74.1)                                | 22.8 (73)                                  | 21.8 (71.2)                                | 22.9 (73.2)                                |
| 降水量 mm （inch）                         | 18 (0.71)                                  | 19 (0.75)                                  | 20 (0.79)                                  | 39 (1.54)                                  | 100 (3.94)                                 | 74 (2.91)                                  | 42 (1.65)                                  | 98 (3.86)                                  | 114 (4.49)                                 | 177 (6.97)                                 | 65 (2.56)                                  | 47 (1.85)                                  | 813 (32.01)                                |
| 平均降水日数                               | 5                                          | 5                                          | 5                                          | 7                                          | 8                                          | 7                                          | 6                                          | 9                                          | 11                                         | 14                                         | 10                                         | 6                                          | 93                                         |
| % 湿度                                     | 64                                         | 64                                         | 64                                         | 66                                         | 68                                         | 67                                         | 64                                         | 66                                         | 71                                         | 73                                         | 69                                         | 65                                         | 67                                         |
| 平均月間日照時間                           | 257.3                                      | 240.1                                      | 260.4                                      | 258.0                                      | 254.2                                      | 237.0                                      | 260.4                                      | 257.3                                      | 213.0                                      | 223.2                                      | 222.0                                      | 235.6                                      | 2,918.5                                    |
| 平均日照時間                               | 8.3                                        | 8.5                                        | 8.4                                        | 8.6                                        | 8.2                                        | 7.9                                        | 8.4                                        | 8.3                                        | 7.1                                        | 7.2                                        | 7.4                                        | 7.6                                        | 7.99                                       |
| 出典：Meteorological Service (Jamaica)     |                                            |                                            |                                            |                                            |                                            |                                            |                                            |                                            |                                            |                                            |                                            |                                            |                                            |

## 歴史

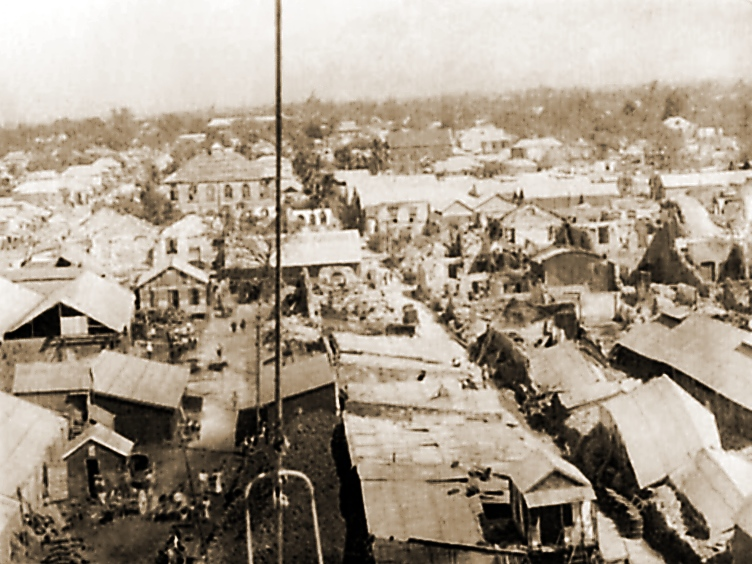
1907年のキングストン

1692年に起きたジャマイカ地震(en)により当時の首都ポートロイヤルは壊滅し、その生存者や避難民の避難場所としてキングストンが1692年7月22日に創設された。その地震の以前には、キングストンのあった土地は農業に利用されていた。地震の生存者達は臨海地帯に難民キャンプを設置した。この時、約2000人が蚊が媒介する病気によって亡くなった。最初、避難民たちはバリー大佐のホグ・クロール（Hog Crawle）でキャンプ生活をしていた。1703年の海賊船団ニック・カタニア（Nick Catania）の砲撃で街は再び破壊されたが、その後成長を始めた。測量士のジョン・ゴフ（John Goffe）は、北通り、東通り、西通り、港湾通りによって成る格子状に基づいた都市計画を立てた。 1716年までにジャマイカ最大の町となり、商業の中心地となった。政府はポートロイヤルに所有する土地の面積を超えない範囲という規制を敷きつつ、臨海地区の土地だけを人々に売却した。次第に裕福な商人がリガニー（Liguanea）平野の北の農場に住居を移し始めた。
1729年にウォルマー（Wolmer）の最初の無償学校が創設された。劇場が当初はハーバー・ストリート（Harbour street）にあり、1774年にノースパレード（North Parade）に移転した。これらの学校と劇場は現在も存在する。1755年に統治者のチャールズ・ノールズ卿（Charles Knowles）は、政府庁舎をスパニッシュ・タウンからキングストンに移転する決定をした。キングストンに近すぎる場所に議会を置くことは不適切であると考える人がいて、次の統治者が法令を撤回した。しかし1780年までにキングストンの人口は11,000人に達し、商人たちはスパニッシュ・タウンからの行政首都の移転を求めるロビー活動を開始した。キングストンの活発な商業により、スパニッシュ・タウンの存在感が薄くなっていた。
18世紀末までに、キングストンには煉瓦造りの建物が3000以上建っていた。港により貿易が発展し、18世紀の多くの海戦の舞台となった。キングストンはスパニッシュ・タウンの首都機能を引き継いだ。首都機能には、農業、商業、加工及び、キングストンとジャマイカ島の各地区を結ぶ交通のハブとしての役割を含んでいた。
政府は官公庁をスパニッシュ・タウンからキングストンに移転する法令を成立させ、1872年に首都を移転した。1962年にジャマイカ島の独立が認められた際もこの状態を維持していた。
1907年再び地震に見舞われ、800人が犠牲となり街のパレード（Parade）地区の南側の歴史的建造物のほとんどが破壊された。この時、ビジネス地区中心部の建物の高さが18mを超過しないように制限された。街のキング・ストリートの建造物は、この建築基準に反した最初の地区である。
1930年代、島全体に及んだ暴動により労働組合と労働者を代表する政党が結成された。
街には、1948年に24名の医学生で創設された西インド諸島大学のモナ（Mona）キャンパスがある。
キングストンのビジネス地区の中心部に再開発に大きな変化が見られたのは1960年代に入ってからである。当時の国際的なレゲエブームにより、380,000m2の街のウォーターフロントエリアが拡張、開発された。
開発により新しい店舗やオフィスが流入し、新しい金融センターが出現した（ニュー・キングストン）。 
1966年、キングストンでコモンウェルスゲームズが開催された。
1970年代には経済状況が悪化したため暴動が頻発して旅行産業が衰退し、それがさらに島の経済に影響を与えた。
2010年5月にギャング団「シャワーパシ」首領クリストファー・コーク容疑者の逮捕作戦が行われ、キングストン市全域に非常事態宣言が発令された他、73人以上の死者と500人以上の逮捕者が出た。

## キングストン出身の人物
- パトリック・ユーイング：バスケットボール選手
- デボン・ホワイト：野球選手
- チリ・デービス：野球選手
- ジャスティン・マスターソン：野球選手
- ドン・クォーリー：陸上競技選手
- シェリー=アン・フレーザー：陸上競技選手
- ジョン・バーンズ：サッカー選手
- ブジュ・バントン：レゲエ・ミュージシャン
- デスモンド・デッカー：ミュージシャン
- ショーン・ポール：ミュージシャン
- シャギー：ミュージシャン
- ビーニ・マン：ミュージシャン
- バニー・ウェイラー：ミュージシャン
- アストン・バレット：ミュージシャン
- カールトン・バレット：ミュージシャン
- ウィンストン・ライリー：ミュージシャン
- リコ・ロドリゲス：トロンボーン奏者
- ドン・ドラモンド：トロンボーン奏者
- プリンス・バスター：歌手
- コクソン・ドッド：音楽プロデューサー
- ラヒーム・スターリング  :  サッカー選手
- レオン・ベイリー ：サッカー選手

## 交通
- ノーマン・マンレー国際空港
- キングストン駅 - 1845年に開業したターミナル駅だったが、1992年に廃止された。

## 姉妹都市
- マイアミ（アメリカ合衆国フロリダ州）
- カラマズー（アメリカ合衆国ミシガン州）
- コヴェントリー（イギリス）
- サンクトペテルブルク（ロシア）
- グアダラハラ（メキシコ）
- 深圳（中華人民共和国広東省）
- パネヴェジース（リトアニアパネヴェジース郡）